# Шеронкин, Михаил Васильевич
Михаил Васильевич Шеронкин (17 сентября 1920 года, село Навашино, Нижегородская губерния — 20 сентября 1999 года, город Навашино, Нижегородская область) — бригадир слесарей-судоремонтников Мурманской судоверфи Министерства рыбного хозяйства СССР. Герой Социалистического Труда (1957).

## Биография
Родился в 1920 году в крестьянской семье в деревне Навашино Нижегородской губернии. Окончил пять классов. Трудовую деятельность начал шестнадцатилетним подростком на Сретенском судостроительном заводе в Читинской области. Работал учеником слесаря, слесарем-сборщиком судовых механизмов. В 1940 году призван на срочную службу на Тихоокеанский флот. Участвовал в Великой Отечественной войне. Воевал в составе 65-й отдельной стрелковой бригады на Карельском фронте.
После демобилизации отправился в Мурманск, где трудился в слипо-доковом цехе Мурманской судоверфи. Возглавлял комплексную бригаду из 70 слесарей-ремонтников, которая обслуживала суда Северного бассейна.
В 1970 году бригада Михаила Шеронкина досрочно выполнила плановые производственные задания Восьмой пятилетки (1965—1970). Указом Президиума Верховного Совета СССР от 26 апреля 1971 года «за выдающиеся успехи, достигнутые в выполнении заданий пятилетнего плана по развитию рыбного хозяйства» удостоен звания Героя Социалистического Труда с вручением ордена Ленина и золотой медали Серп и Молот.
Избирался депутатом Мурманского городского совета.
Проработал на Мурманской судоверфи более 30 лет. После выхода на пенсию в 1978 году трудился мастером производственного обучения в ПТУ № 12.
Позднее проживал в родном городе Навашино, где скончался в 1999 году. Похоронен на Новом городском кладбище в Навашине.
Награды
- Герой Социалистического Труда
- Орден Ленина — дважды (07.07.1966; 1971)
- Орден Отечественной войны 2 степени (11.03.1985)
- Орден Трудового Красного Знамени
- Медаль «За трудовое отличие» (09.05.1953)